# Castello di Tarascona
Il castello di Tarascona è situato sulla riva sinistra del Rodano, nel dipartimento di Bocche del Rodano, in Francia. Per il suo eccellente stato di conservazione, questo monumento eccezionale è uno dei castelli medievali più belli di Francia e d'Europa, costruito tra il 1400 e il 1435 dai duchi di Angiò sul modello architetturale della Bastiglia. Dal 1840 è Monumento storico di Francia.
Esso venne utilizzato per alcune scene della Bastiglia nella miniserie televisiva La rivoluzione francese del 1989.

## Storia

### Un primo castello
Inizialmente al suo posto vi era un primo castello che fu occupato a metà del XIII secolo da Carlo I d'Angiò, Conte di Provenza e fratello di San Luigi, re di Francia. Il castello fu ingrandito dal figlio Carlo II, detto Lo Zoppo. Nel 1367 il duca Luigi I d'Angiò, governatore della Linguadoca, volle approfittare dell'assenza di papa Urbano V, che era rientrato a Roma, e di quella della regina Giovanna, contessa di Provenza, per sostituirsi a quest'ultima. Il duca d'Angiò trovò un condottiero nella persona di Bertrand du Guesclin, liberato nel dicembre 1367, dopo la sua cattura avvenuta nel corso della battaglia di Nájera. Egli si mise in marcia il 26 febbraio 1368 e pose l'assedio a Tarascona il 4 marzo 1368, bloccando la città da tutte le parti. I trabocchetti fecero molte vittime, fra le quali anche il tesoriere Martin Champsaur. La città capitolò tra il 20 e il 22 marzo 1368, ma fu riconquistata il successivo mese di settembre.

### L'attuale castello

Pianta del castello
Legenda: 1- Cortile d'ingresso 2- Ponte 3- Cortile d'onore 4- Scala d'onore 5- Dongione 6- Torre dell'Orologio 7- Torre delle Cappelle 8- Grande cappella 10- Torre di sud-ovest 11- Panneterie 12- Sala delle feste 13- Torre dell'Artiglieria 14- Accoglienza 15- Mensa delle guardie16- Sala dei coppieri 17- Panneterie 18- Saucerie 19- Frutteria 20- Cortile basso 21- Torre Maria 22- Torre 23- Torre della scala del cammino di ronda.

Al suo ritorno dall'Italia Luigi II d'Angiò, conte di Provenza, diede inizio il 27 novembre 1400 alla ricostruzione del castello, per sostituire quello da lui occupato. I lavori procedettero rapidamente, s'interruppero qualche anno dopo, per essere poi ripresi dal figlio Luigi III d'Angiò.
L'architetto era Jean Robert, al quale furono aggiunti gli scultori Simon de Beaujeu e Jacques Morel. I materiali provenivano da cave di Beaucaire. Renato d'Angiò vi apportò solo piccole modifiche tra il 1447 e il 1449, condotte da Jean e Regnault de Serocourt, rispettivamente capitano e luogotenente di Tarascona, al fine di rendere il castello meglio abitabile e fece piazzare in una nicchia del cortile d'onore il proprio busto insieme a quello della sua seconda moglie Jeanne de Laval. Alla fine del suo regno egli fece poi sostituire il ponte levatoio con uno fisso.
Dopo il 1481 il castello fu utilizzato solo occasionalmente da agenti del re. Dal XVIII secolo al 1926 esso venne utilizzato come carcere, soprattutto per marinai nemici. Le depredazioni causate da questo utilizzo furono risanate dagli architetti Henri Antoine Révoil e Jean Camille Formigé.

## Descrizione
Il castello è costruito su un isolotto roccioso sulla riva del Rodano che lo lambisce da un lato, mentre un fossato tagliato nella roccia, che riceve le acque del fiume, lo separa dalla città. Esso si compone di due parti ben distinte: a nord, il basso cortile riservato al popolo ed agli armati mentre a sud vi sono gli alloggiamenti veri e propri. Si entra nel castello attraverso una porta aperta tra la prima torre quadra del basso cortile e la torre tonda detta dell'orologio. Si accede quindi ad un cortile chiuso situato fra il basso cortile ed il castello signorile, che costituisce un effettivo rifugio in caso di attacco. Mostra delle similitudine con il Castel Nuovo di Napoli (tolte le cinque torri in piperno di età aragonese ed immaginato con le torri quadrate in tufo di età angioina), il che è una cosa che non dovrebbe sorprendere in quanto si tratta di castelli angioini in cui la committenza, lo stile e le esigenze belliche erano le stesse.

### Il basso cortile
Questa parte è costituita da un massiccio poligono irregolare, interamente circondato da una muraglia più bassa di quella del castello. Tre torri bislunghe lo fiancheggiano verso la città, mentre una torre più piccola si trova dal lato del fiume.
Le parti comuni sono state allestite per ospitare la farmacia dell'ospedale di Saint-Nicolas: più di duecento vasi in ceramica di Saint-Jean-du-Désert e di Montpellier vi sono esposti in un complesso di armadi lignei del XVIII secolo.

### Gli alloggi dei signori

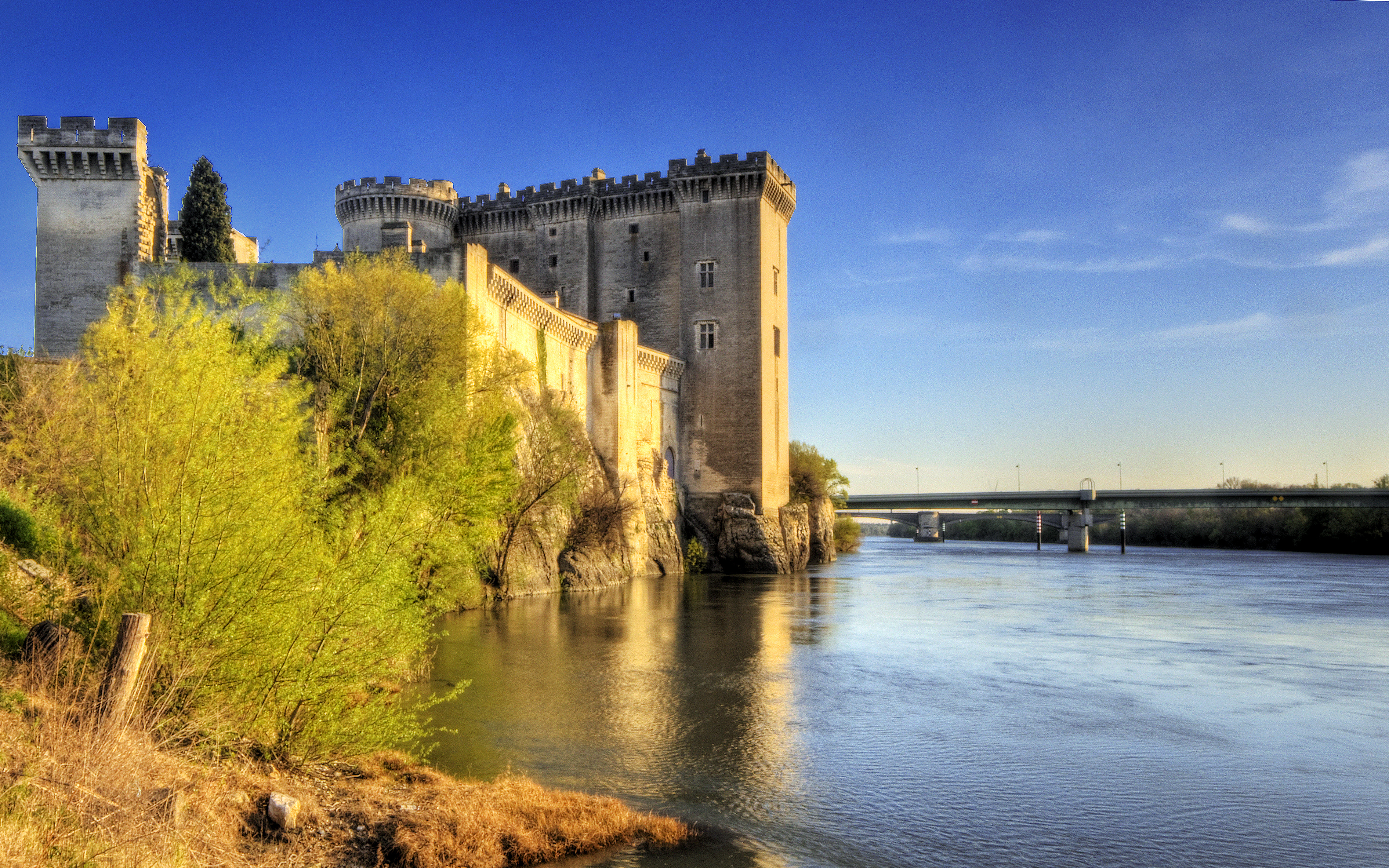
Veduta dalla riva nord

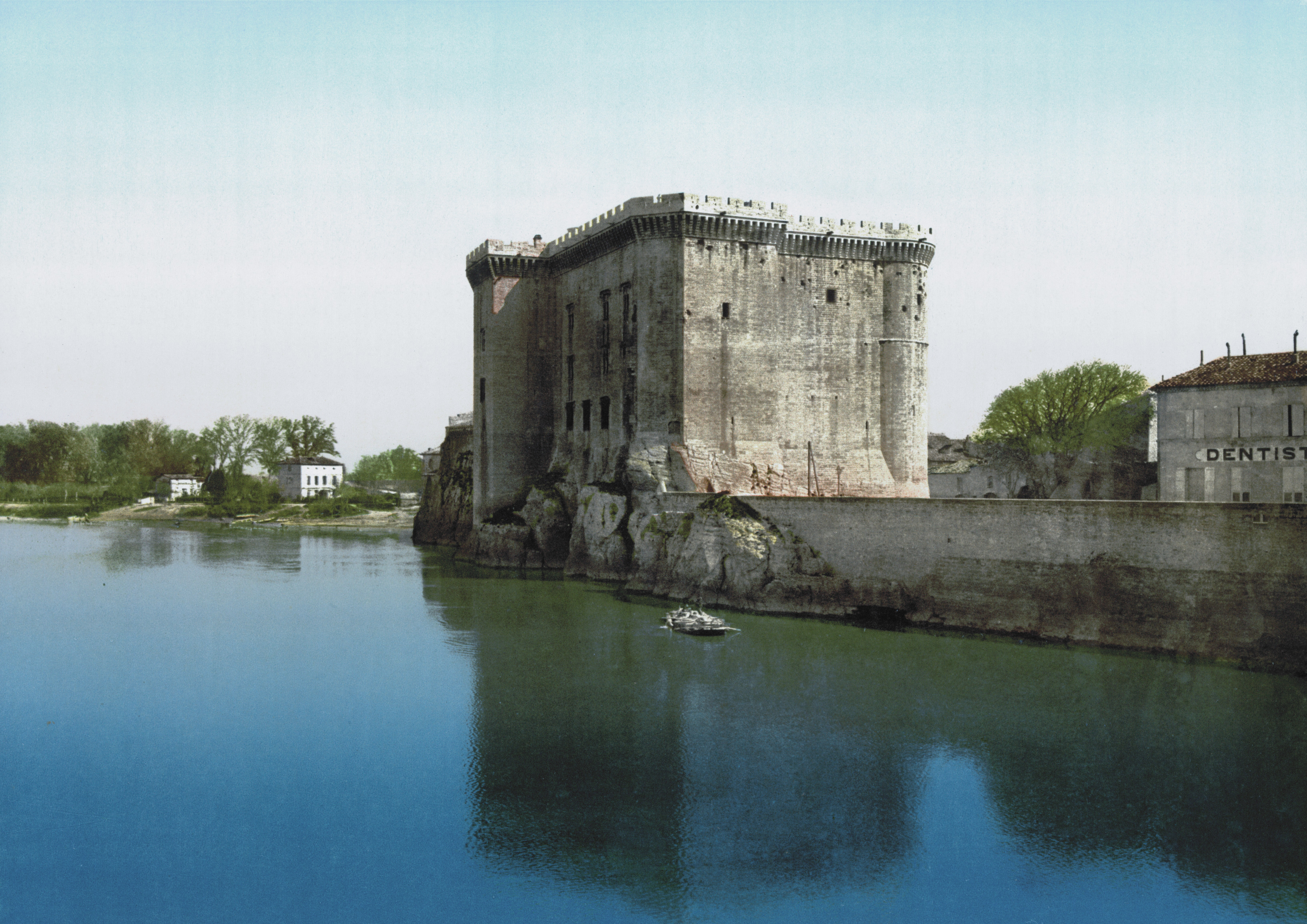
Il castello negli anni 1890-1900

Il Castello propriamente detto è costituito da una muraglia di spessore da 3 a 4 metri e di 45 metri di altezza, con due torri tonde (Torre dell'orologio e torre delle cappelle) ad est e due torri quadre ad ovest, lungo il Rodano. Gli architetti avevano adottato, per la facciata più esposta, torri tonde, più resistenti e più facili da difendere rispetto a quelle quadre. Questa sopravvivenza nell'utilizzo di torri quadre, in un'epoca in cui il resto della Francia vi aveva già rinunciato, indica un certo arcaismo. Una delle caratteristiche del castello è quella di avere i muri di cortina della stessa altezza di quella delle torri che congiungono: era questa una tendenza già antica che trova un esempio nel palazzo della Bastiglia a Parigi.
Al centro del castello propriamente detto si trova il cortile d'onore sul quale prospettano gli edifici di abitazione, che si sviluppano su tre piani dei quali i primi due sono a copertura piatta alla francese, mentre l'ultimo è a volta. Essi sono serviti da scale a vista la principale delle quali si trova incorporata in una torricella sporgente ben visibile sulla facciata orientale del cortile interno. Quest'ultima è relativamente piccola in rapporto all'altezza degli edifici che la circondano. Sul lato orientale di questo cortile si trova la scala poligonale e sulla facciata sud la nicchia che ospita i busti del re Renato e della sua seconda moglie. Questi busti, mutilati durante la rivoluzione, sono probabilmente opera di Francesco Laurana.
La torre delle cappelle deve il nome a due cappelle sovrapposte, una al piano terra e destinata al personale e l'altra al secondo piano, riservata ai signori. La cappella bassa, di forma rettangolare, termina con un'abside semicircolare disposta nella torre. Le due travature hanno volte d'ogiva. La volta del coro è composta di 8 rami a raggiera che partono da una chiave scolpita con una rappresentazione dell'incoronazione della Vergine. La cappella alta ha le stesse dimensioni, tuttavia è più bassa e la sua volta ha solo 6 rami di ogiva. Le due cappelle hanno come aperture sull'esterno solo due feritoie, per non indebolire la difesa.
L'ala meridionale non ha finestre sul lato sud, essendo la più esposta agli attacchi: le sole finestre danno sul cortile d'onore. Essa è servita da una scala a vista situata nella torre del Rodano (angolo sud-ovest) che presenta un angolo smussato. L'ala ovest, lungo il Rodano, non ha bisogno delle stesse precauzioni per la difesa, quindi contiene ampie finestre che si affacciano sul fiume. Questa ala non comprende a ciascun piano che una sola, grande sala, destinata e ricevimenti, cerimonie e banchetti.
Come in tutte le costruzioni aventi scopo militare, la decorazione è ridotta a poche cose. Tuttavia le volte d'ogiva poggiano su console molto ben scolpite: sono rappresentati chimere, aquile, pipistrelli, ecc.

## I graffiti del castello di Tarascona
Numerosi graffiti sono presenti nelle varie parti del castello, comprese le sale di rappresentanza e le parti comuni poiché il castello è stato utilizzato come prigione dal XVII secolo. L'esame delle scritte ha consentito di tracciare una tipologia di prigionieri: nazionalità dei detenuti, loro provenienza e data della loro carcerazione.
Una delle camere del castello, utilizzata come cella nel XV secolo è caratterizzata da numerosi graffiti raffiguranti navi medievali e galee da combattimento, incisi da marinai catalani, prigionieri del re. Vi si trovano anche graffiti a carattere religioso (Libro di Giobbe) e profano (giochi di scacchi).